# Boea hygrometrica
Boea hygrometrica là một loài thực vật có hoa trong họ Tai voi. Loài này được (Bunge) R.Br. mô tả khoa học đầu tiên năm 1840.